# Alonso Dávila y Guzmán
Alonso Dávila y Guzmán (Jaca, 10 de agosto de 1600-Madrid, 23 de julio de 1668) fue un militar español, capitán general de las islas Canarias y presidente de su Real Audiencia entre 1650 y 1659.

## Biografía
Hijo del maestre de campo Diego de Ávila y Guzmán y de María de Bracamonte, ambos naturales de Ávila, nació en Jaca, donde su padre era castellano. 
Caballero de la Orden de Calatrava, fue nombrado gobernador, capitán general de Canarias y presidente de su Real Audiencia por Felipe IV, tomando posesión del cargo en junio de 1650. Durante su mandato debió afrontar las desavenencias habidas entre los regidores de San Cristóbal de La Laguna y los vecinos de La Orotava, que recientemente habían conseguido que su pueblo fuera declarado villa exenta de aquella. Entre 1653-54 llevó a cabo la leva ordenada por el rey para enviar soldados a Flandes, donde en aquella época España estaba enfrentada en guerra contra Francia; a falta de voluntarios con los que cubrir las necesidades del ejército, Dávila recurrió a la fuerza para reclutar nuevos soldados de entre los campesinos, lo que le hizo bastante impopular.
Ante la posibilidad de invasiones inglesas en la guerra anglo-española recientemente declarada, reforzó las fortificaciones existentes en las islas y ordenó la construcción de otras nuevas. El esperado ataque a las islas se hizo efectivo en 1657, cuando la armada inglesa de Robert Blake y Richard Stayner atacó el puerto de Santa Cruz destruyendo la flota de Indias de Diego de Egües allí fondeada; dada la avanzada edad de Dávila le sustituyó en el mando su lugarteniente Bartolomé Benítez.
| «Jefe sin vigor en el entendimiento, ni sensibilidad en el corazón; avaro, despótico, mal aconsejado, y dado más bien para forjar prisiones que para hacer felices». |

Las arbitrariedades cometidas durante su mandato motivaron que los cabildos de las islas presentaran numerosas quejas ante la corte sobre su actuación. Acusado de cometer fraude, de cohecho con los navíos mercantes ingleses, de establecer impuestos no autorizados, de intimidar a los regidores para forzar una prórroga de su mandato y de abuso de autoridad en sus diferencias personales con Tomás de Nava y Grimón, fue relevado de su cargo tras la visita a las islas de Juan de Melgarejo, comisionado por el rey para investigar las irregularidades denunciadas. Dávila fue promovido al consejero de Guerra, y poco después destituido del cargo.